# غاريث بورتر
غاريث بورتر (بالإنجليزية: Gareth Porter)‏ هو مراسل عسكري ومؤرخ وصحفي أمريكي، ولد في 18 يونيو 1942 في إنديبيندنس في الولايات المتحدة.